# Agrilus ichthyocerus
Agrilus ichthyocerus é uma espécie de inseto do género Agrilus, família Buprestidae, ordem Coleoptera.
Foi descrita cientificamente por Perty, 1830.